# Leucó (escultor)
Leucó (en llatí Leucon, en grec antic Λεύκων) fou un escultor que va viure en data desconeguda.
Macedoni de Tessalònica l'esmenta en un epigrama com l'artífex d'una estàtua d'un gos, deixant a entendre que era un autor de primer nivell. Podria ser un gos assegut, fet en marbre, que es va trobar a Roma i comprada per un cavaller anglès de nom Duncombe, del Yorkshire.